# Légende de Kristián

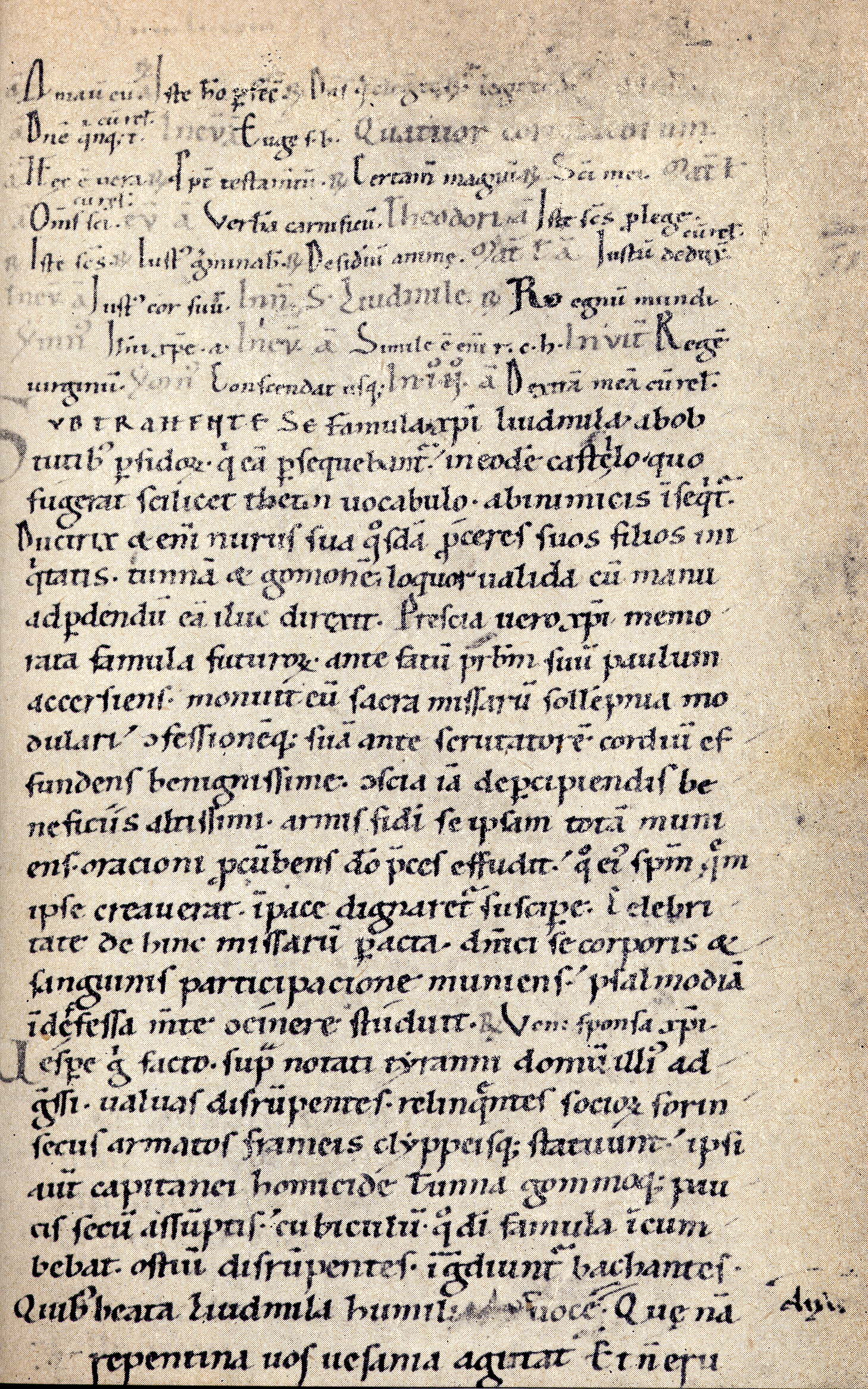
La première page du manuscrit du Bréviaire de Rajhrad datant du milieu du XIIe siècle.

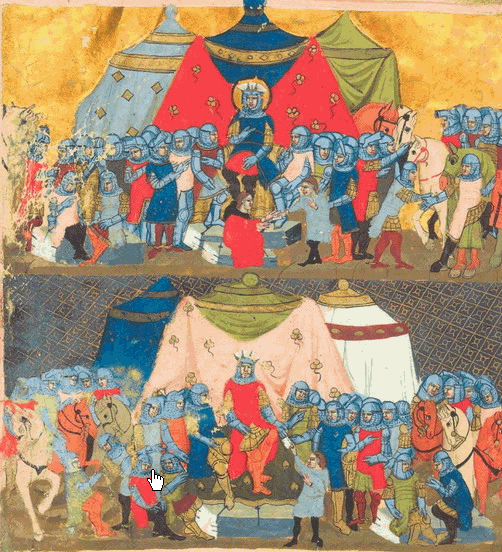
Représentation du conflit entre saint Venceslas et le prince de Kourim (fragment parisien de la traduction latine de la Chronique de Dalimil).

La vie et le martyre de saint Venceslas et de sa grand-mère sainte Ludmila (latin : Vita et passio sancti Wenceslai et sanctae Ludmilae avae eius) est un ouvrage latin sur les débuts du christianisme en Grande Moravie et en Bohême et sur les premiers saints tchèques - saint Venceslas et sainte Ludmila. Le titre abrégé de Légende de Kristián (ou Légende de Christián) est couramment utilisé, d'après la désignation "Christianus" donnée à l'auteur de la légende dans sa préface ; parfois, cette désignation est traduite par "chrétien" et l'ouvrage anonyme est alors également désigné comme la légende du dénommé Kristián.
La légende elle-même remonte à la fin du Xe siècle, mais la date réelle de sa création est incertaine et fait l'objet d'une controverse scientifique séculaire sur Kristián, ou controverse sur l'authenticité de Kristián. Les partisans de l'authenticité situent la date de sa création avant 994 (par exemple Josef Pekař (en), Dušan Třeštík (en), David Kalhous (cs)). D'autres historiens le décrivent comme un faux plus tardif et le datent du XIIe siècle (Václav Novotný (cs), Vacek, Petr Kubín (cs)) ou des XIIIe et XIVe siècles (Josef Dobrovský, Záviš Kalandra). La question de l'authenticité de la légende est importante pour comprendre les origines de l'État tchèque, car elle détermine si le texte peut être considéré comme l'une des sources clés pour comprendre cette période. Si l'écrit est authentique, il s'agit de la plus ancienne esquisse complète de l'histoire tchèque dans laquelle l'auteur dépeint les débuts du christianisme tchèque comme une continuation de la tradition de Cyrille et Méthode de la Grande Moravie.

## Manuscrit
Les premiers manuscrits contenant des parties de la légende de Kristián sont datés du XIIe siècle. Le texte complet de la légende n'a été conservé que dans le manuscrit Dražický (créé à la demande de l'évêque Jean IV de Dražice et situé dans la bibliothèque du chapitre métropolitain de Saint-Guy à Prague sous la signature G5), qui a été écrit dans les années 1440. Les autres textes de la légende qui ont survécu proviennent de manuscrits datant principalement des XIVe et XVe siècles.
Le "redécouvreur" de la légende de Kristián est considéré comme Bohuslav Balbín, qui l'a trouvée en 1645 dans les archives de Třeboň. Les chercheurs Josef Dobrovský et Gelasius Dobner, cependant, s'en méfiaient en raison des nombreux excursus sur Cyrille et Méthode, et l'ont donc qualifié de faux. Ce n'est qu'en 1902 que Josef Pekař a réintroduit la légende dans le débat historique, et depuis lors, les disputes savantes sur sa validité n'ont pas cessé, bien qu'à l'heure actuelle (mais pas de manière absolue) l'opinion sur la validité de la datation de Pekař l'emporte.

## Auteur de la légende
Certaines informations sur l'auteur sont données par la légende elle-même, mais seulement si la légende est authentique. Dans la toute première phrase de la préface, qui dédie l'ouvrage au deuxième évêque Adalbert de Prague, l'auteur se désigne comme « solo nomine Christianus » (chrétien de nom seulement) dans le cadre des expressions obligatoires de l'humilité chrétienne. Que "Christianus" se traduise par chrétien (O. Králík), ou comme le nom de l'auteur Kristián ou Christian (Ludvíkovský), dépend de l'interprétation du sens de la phrase latine : soit je ne suis chrétien que de nom [je ne mérite pas l'appellation de chrétien], soit je ne fais que m'appeler chrétien [mais je ne mène pas la vie d'un vrai chrétien].
Dès la première phrase, nous apprenons que l'auteur est un moine et, plus loin dans la préface, il se réfère à Vojtech comme à son plus cher neveu, indiquant la parenté des deux ecclésiastiques - le nepos latin. Ce terme peut cependant avoir un sens beaucoup plus large que celui de neveu ; il peut se référer à un parent en général. L'auteur pourrait être issu de la famille Slavníkovci (cs) ; cependant, puisque la légende mentionne la parenté de Vojtěch avec les Přemyslides. On ne peut pas non plus exclure son origine přemyslide. Parfois, l'auteur est identifié directement avec saint Vojtěch[réf. nécessaire].
L'opinion la plus élaborée sur la personnalité de l'auteur de la légende, qui se présente comme le moine Kristián, a été proposée par Dušan Třeštík dans son étude Premyslid Kristián, où il l'identifie ingénieusement à Strachkvas (cs) ; selon Cosmas de Prague, il est le fils de Boleslav Ier de Bohême, à la naissance duquel le 27 septembre Saint Venceslas a été invité. Malgré cela, il existe dans la littérature sous influence plus ancienne une opinion selon laquelle l'auteur de la légende était originaire du monastère de Břevnov (par exemple dans un comité populaire des premières légendes médiévales par l'historien littéraire Oldřich Králík). Selon Králík, l'auteur le plus probable de la légende est le frère de St. Vojtěch, Gaudencius ou Saint Radim, qui devint évêque à Gniezno à la fin de sa vie.

## La signification de la légende de Kristián
L'importance de la Légende de Kristián en tant que source de l'histoire tchèque la plus ancienne dépend de la reconnaissance de son authenticité, car en tant qu'œuvre non pas historique, mais religieuse et littéraire, elle fournit des informations principalement sur l'époque de sa création.
Dans le cas de sa création à l'époque de l'épiscopat de Saint Vojtěch, il s'agit d'une source exceptionnelle, que Josef Pekař a décrite comme la « plus ancienne chronique tchèque » et qui, selon Dušan Třeštík, est le point culminant des efforts littéraires déployés jusqu'à présent. Kristián, en tant que membre de la dynastie régnante des Přemyslides (peut-être le fils de Boleslav Ier de Bohême et le frère de Boleslav II de Bohême), poursuit deux objectifs dans sa légende : naturellement, la glorification d'un saint issu du milieu de la famille princière de Bohême (et peut-être aussi une tentative de réparation pour la culpabilité de son père). Cependant, il existe un autre aspect logiquement lié à cela, qui a été souligné par Dušan Třeštík et David Kalhous : Selon eux, environ 130 ans avant Cosmas de Prague, Kristián a en fait formulé le programme politique de l'État tchèque, légitimé sa position et son rôle privilégié en Europe centrale et, dans l'esprit de l'héritage de la Grande Moravie, a probablement préparé le terrain pour que le Slavníkovce (cs) Vojtech (son parent) à la dignité archiépiscopale. La légende de Kristian, si l'on accepte ses origines à la fin du Xe siècle, est une source historique essentielle pour l'histoire la plus ancienne de la Bohême. Elle constitue donc un correctif important à la chronique Chronica Boemorum (en), puisqu'en comparant ces deux ouvrages, nous pouvons retracer le développement idéologique de la principauté přemyslide au début du Moyen Âge.

## La controverse sur l'authenticité de la légende
Bien que la légende elle-même proclame qu'elle a été créée à la fin du 10e siècle pendant l'épiscopat de Vojtěch, certains historiens doutent de cette datation traditionnelle, datant de la fin du 18e siècle. En même temps, ils décrivent la légende chrétienne comme une falsification plus tardive, datant peut-être du 12e, 13e ou même 14e siècle. La question de la paternité de la légende est également liée au différend.
- Bohuslav Balbín (le découvreur) considérait l'auteur comme le fils de Boleslav I et suggérait en même temps que la mère de l'évêque Vojtěch, Střezislava (cs), devait être la sœur de l'auteur[8]
- Gelasius Dobner est parti de l'hypothèse que l'auteur supposé devait être Strachkvas, connu par la Chronique de Kosmas, mais à cause de certaines incohérences et aussi à cause du portrait peu flatteur de Boleslaus I., le père de l'auteur probable, conclut que l'auteur était plutôt Kristián de Skála, chancelier de Ottokar Ier (roi de Bohême), et qu'il ne s'agit donc pas d'une œuvre originale du Xe siècle[9].
- Josef Dobrovský considère Christian comme un auteur de la fin du 13ème et du début du XIVe siècle, inconnu de la Chronique de Dalimil[10].
- František Palacký a adopté le point de vue de Josef Dobrovský selon lequel il s'agissait d'un travail ultérieur[11].
- Josef Pekař a tenté de prouver l'authenticité de la légende dans son livre Nejstarší kronika česká (publié en 1903)[12].
- Même les talents d'argumentateur de Pekař et son autorité au sein de la communauté historique n'ont cependant pas convaincu tout le monde. Parmi ses collègues contemporains, Václav Novotný et František Vacek se sont prononcés contre l'authenticité de Kristián, par exemple, qui, en ce qui concerne le culte de sainte Ludmila, qui n'est devenu plus important qu'au XIIe siècle, a placé l'origine de la légende dans cette période. À la fin des années 1940, il suivit la thèse de son professeur Václav Novotný dans une vaste étude en deux volumes de Rudolf Urbánek[13].
- Záviš Kalandra à son tour démontra longuement que la légende de Kristián est une fausseté créée en 1333-1342 au monastère de Roudnice (c'est-à-dire à l'époque de la Chronique de Dalimilkronika)[14]
- L'authenticité de la légende a été confirmée après 1950 par un travail approfondi de Jaroslav Ludvíkovský[15]. A part lui, le spécialiste de la littérature Oldřich Králík a soutenu l'âge de Kristián. Malgré cela, Zdeněk Fiala, par exemple, une figure clé de l'érudition historique de l'époque, n'était pas convaincu[16]
- Un défenseur de l'authenticité de la légende était également Dušan Třeštík, dont le soutien argumenté a mis fin à la dispute sur l'authenticité de Kristián pendant un certain temps[17]
- Récemment (en 2007), cependant, Petr Kubín a défendu l'opinion de Vacek et Novotný, qui situent l'origine de la légende au milieu du 12e siècle[18]. Face à lui, le concept de Třeštík est défendu, par exemple, par David Kalhous[19]. La discussion se poursuit[20],[21]. Kristián reste donc le thème proverbial de l'éternel retour pour l'histoire tchèque, qui les accompagne depuis le XVIIIe siècle.

## Pour aller plus loin
- (en) David Kalhous, Legenda Christiani and Modern Historiography, Leiden, Boston, Brill, 2015, 168 p. (ISBN 9789004305892, lire en ligne)
- Josef Pekař, Nejstarší kronika česká, ku kritice legend o sv. Ludmile, sv. Václavu a sv. Prokopu, Praha, Bursík & Kohout, 1903, 202 p. (lire en ligne [PDF]) :« Il contient une transcription de la légende dans l'original (latin) et une traduction en tchèque par Josef Truhlář. »